# (469506) 2003 FF128
(469506) 2003 FF128 est un objet transneptunien du groupe des plutinos.

## Caractéristiques
(469506) 2003 FF128 mesure environ 200 km de diamètre.